# Marcel Béliveau
 (février 2020).
Si vous disposez d'ouvrages ou d'articles de référence ou si vous connaissez des sites web de qualité traitant du thème abordé ici, merci de compléter l'article en donnant les références utiles à sa vérifiabilité et en les liant à la section « Notes et références ».
Pour les articles homonymes, voir Béliveau.
Marcel Béliveau, né le 19 novembre 1939 à La Tuque, au Québec et mort le 28 mai 2009 à Montréal, est un animateur, réalisateur et comédien québécois.
Son nom reste associé à l'émission télévisée de caméras cachées Surprise sur prise ! qu'il a créée et animée, et qui fut un succès d'abord au Québec, puis en France à partir de 1989.

## Biographie
La carrière de Marcel Béliveau débute lorsqu’il se fait passer pour un médecin et rédige une chronique dans le quotidien Montréal-Matin. 
Empruntant un costume de médecin, il rend visite à d'authentiques médecins et infirmières.
Dans les années 1970, il crée des capsules humoristiques sur le thème Le monde à l'envers à la station de radio montréalaise CKAC. Dans ces capsules, il piège des personnes prises au hasard dans la rue en les interrogeant sur des prétendues nouvelles fictives et farfelues. Ces capsules sont le précurseur du concept télévisuel de Surprise sur prise qu'il créa plus tard.
Au début des années 1980, il anime l'émission de télévision Un monde en folie avec Gaston Lepage sur Télé-Métropole.
Il imagine un concept qui consiste à piéger, avec l'utilisation de caméras cachées, des célébrités. C'est le point de départ de Surprise sur prise, qui est d'abord une émission à succès au Québec diffusée sur TQS et, par la suite, sur Radio-Canada.
En 1989, pour rentabiliser les coûts élevés de production de Surprise sur prise, Marcel Béliveau recherche des diffuseurs à l'étranger. L'émission arrive ainsi en France : sur la chaîne payante Canal +, puis sur TF1 trois mois après une première diffusion le 21 octobre 1989.
Cette émission rencontre un grand succès en France et reste sur les écrans jusqu'en 1998. L’humoriste québécois coanime successivement cette émission à partir de 1989 avec les animateurs français Bernard Montiel, Jean-Pierre Foucault, Patrick Roy, Christophe Dechavanne et Patrick Sébastien sur TF1, avant de la présenter avec Georges Beller sur France 2 en 1993 jusqu'en 1995. Thierry Beccaro animera l'émission en solo sur France 2. Enfin avec Alexandra Bronkers, sur TF1.
Marcel Béliveau s'éloigne de la télévision et enseigne sa technique de golf, la méthode Béliveau.
Par la suite, il rédige des articles humoristiques sur le site Planète Québec. En avril 2007, il lance un recueil de pensées, Un whisky pour l'esprit, publié chez Amérik Média. 
Il n'a pas été invité aux quinze ans de l'émission Surprise sur prise dont il est pourtant le symbole, parce qu'il en avait vendu les droits.
Marcel Béliveau préparait un projet de « cinéma-réalité » du nom de Georges Henri T. est décédé, qui devait sortir en 2007 au Québec. À la suite d'une série de déboires légaux et financiers opposant Marcel Béliveau et la maison de production Interactivision, le projet de film Georges-Henri T. est décédé est arrêté depuis l'été 2008, après plus d'un an de retard. Le tournage du film, qui devait mettre en scène 15 comédiens amateurs, gagnants d'un concours intitulé Cinéma Académie, s'est arrêté en août 2008. Marcel Béliveau devait réaliser ce film, mais il a été remplacé à la dernière minute et le tournage du film n'a duré qu'une semaine.
Gros fumeur, il meurt le 28 mai 2009, à l'âge de 69 ans des suites d'un cancer du poumon.